# Бои в Офакиме
Бои в Офакиме — бои между боевиками ХАМАС и Израилем на территории города Офакима, один из эпизодов вторжения ХАМАС в Израиль.
Утром 7 октября, после прорыва барьера между Газой и Израилем, боевики Хамаса вошли в небольшой город Офаким, находящийся на расстоянии около 20 километров от границы с сектором Газа; это самая дальняя от границ сектора точка, до которой добрались боевики. Последние 5 боевиков, захвативших заложников в городе, были ликвидированы в ночь с 7 на 8 октября.
В результате нападения на город около 50 местных жителей и полицейских были убиты; часть жителей города погибла в резне пенсионеров в Сдероте. По состоянию на 12 октября, было известно о 52 погибших в городе: 27 гражданских, 6 полицейских, 6 военнослужащих и 12 ещё неопознанных тел; по состоянию на 3 ноября, поименный список погибших (неполный) насчитывает 42 имени жителей Офакима.

## Ход событий
Незадолго до 7 утра, через полчаса после начала массированного ракетного обстрела Израиля, в город с запада на 2 или 3 пикапах въехали около 20 боевиков Хамаса (разные источники называют цифры от 14 до 25), вооружённые стрелковым оружием, РПГ, минами и большим количеством ручных гранат. В этой части города с старой застройкой большинство домов не имеют убежищ или защищённых комнат, и многие жители возвращались после утренней ракетной атаки из общественных бомбоубежищ. Продвигаясь по улицам города, террористы стреляли в прохожих и проезжих; был убит прибывший для оказания медицинской помощи Аарон Хаимов, водитель и парамедик службы скорой помощи. На улице Тамар хамасовцы стали обходить дома, забрасывая их гранатами и расстреливая из РПГ. На звуки стрельбы и взрывов стянулись городские полицейские, вместе с находящимися в городе на отпуске солдатами Армии обороны Израиля и гражданами, имеющими личное оружие. Таким образом, дальнейшее продвижение террористов было предотвращено.
К 10 часам утра в бою было убито большинство террористов и около 20 вооружённых израильтян. Среди участвовавших в бою — депутат Кнессета Альмог Коэн, в прошлом боец ЯСАМ, и раввин религиозной сионистской общины «Афикей Орот» Шахар Буцхак (был ранен в бою).
Среди убитых боевиками Хамаса в Офакиме — Сергей Гредескул, украинский, советский и израильский физик-теоретик, и его жена Виктория, убитые в своём доме.
Во время перестрелок в городе, около 7 утра, пятеро террористов ворвались в дом Давида и Рахель Эдри, они взяли пожилых супругов в заложники и удерживали их до ночи; первоначально сообщалось о двух террористах, взявших заложников.
К 12 часам дня мэрия опубликовала сообщение о силах армии и полиции, действующих в городе, и о том, что в Офакиме больше нет свободно передвигающихся террористов.
Между 2 и 3 часами ночи группе спецназа ЯМАМ удалось спасти обоих заложников, убив всех террористов; трое бойцов ЯМАМ были ранены. В состав группы входил сын супругов, Эвьятар Эдри.
К 12 часов дня 8 октября мэрия объявила об открытии в городе первоочередных услуг (магазинов, поликлиник, аптек).
8 октября было объявлено о подозрении на новый прорыв террористов в Офаким, и на время розыскных мероприятий жителям города снова было дано указание не выходить из домов; сообщений о найденных террористах не последовало.
Официально мэрия объявила об очистке города от террористов только днём 9 октября.

## В окрестностях города
На дороге к Офакиму полицейские под руководством главы полиции города Рахат, главного суперинтенданта Джаяра Давидова вступили в перестрелку с боевиками, в результате чего Давидов и трое его людей были убиты.
В полях возле Офаима хамасовцы открыли огонь по бедуинской семье Альталькат из Арары; мать семейства, Фатма, была убита на месте, отец и дочка спаслись.
В кибуце Урим, расположенном на дороге к Офакиму, Армия обороны Израиля спасла двух израильтян. В ходе спасательной операции четверо боевиков ХАМАСа были убиты и трое солдат АОИ получили ранения.

## Последствия
В связи с событиями 7 октября, 11 октября Офаким посетили глава МИД Великобритании Джеймс Клеверли и министр иностранных дел Израиля Эли Коэн.
Министр финансов Бецалель Смотрич объявил, что Офаким будет включён в список населённых пунктов на выплату компенсаций за причинённый во время боевых действий ущерб; после оформления указа жители города, как и жители 7-километровой приграничной полосы, получат право на полную компенсацию как прямого, так и косвенного ущерба.
Во время своего визита в Израиль в октябре 2023 года, президент США Джо Байден встретился с жителями населённых пунктов, прилегающих к сектору Газа, включая жительницу Офаким Рахель Эдри; ко времени визита история о находчивости Рахель и о её печенье широко разошлась по соцсетям и СМИ.